# Rhododendron culminicolum
Rhododendron culminicolum är en ljungväxtart som beskrevs av Ferdinand von Mueller. Rhododendron culminicolum ingår i släktet rododendron, och familjen ljungväxter.

## Underarter
Arten delas in i följande underarter:
- R. c. angiense
- R. c. nubicola